# Blaabjerg Kommune
| Strukturdaten     | Strukturdaten |
| ----------------- | ------------- |
| Fläche            | 254,39 km²    |
| Einwohner         | 6.440 (2006)  |
| Kommune seit 2007 | Varde Kommune |

Blaabjerg Kommune war bis Dezember 2006 eine dänische Kommune im damaligen Ribe Amt in Jütland. Seit Januar 2007 ist sie zusammen mit der “alten” Varde Kommune, der Blåvandshuk Kommune, der Helle Kommune (ohne der Ortschaft Grimstrup) und der Ølgod Kommune Teil der neuen Varde Kommune.
Blaabjerg Kommune entstand im Zuge der Verwaltungsreform von 1970 und umfasste folgende Sogne:
- Henne Sogn
- Kvong Sogn
- Lunde Sogn
- Lydum Sogn
- Lønne Sogn
- Nørre Nebel Sogn
- Ovtrup Sogn